# Yalemzerf Yehualaw
Yalemzerf Yehualaw (née le 3 août 1999) est une athlète éthiopienne spécialiste des courses de fond, détenant le record du monde du semi-marathon pour les femmes sur course mixte depuis le 29 août 2021, avec un temps de 1 h 3 min 44 s.

## Biographie
Elle est médaillée d'or du semi-marathon aux Jeux africains de 2019. Le 29 août 2021, elle établit un nouveau record du monde du semi-marathon à Antrim (Irlande du Nord) en 1 h 3 min 44 s. Ce record est en attente d'homologation.
Le 27 février 2022, elle établit un nouveau record du monde du 10 kilomètres en 29 min 14 s en s'imposant au Castellón 10K. Le 24 avril, elle fait ses débuts sur la distance du marathon à Hambourg. Suivant ses lièvres qui la mènent sur un rythme de 2 h 17, elle franchit le semi-marathon sur la cadence exacte mais ralentit très légèrement en fin de course. Elle remporte aisément la victoire en 2 h 17 min 23 s, devançant de neuf minutes sa compatriote Fikrte Wereta. Elle signe la sixième meilleure performance féminine de tous les temps et devient la meilleure débutante de l'histoire du marathon.
Le 20 octobre 2024, elle remporte le Marathon d'Amsterdam en améliorant le record de l'épreuve en 2 h 16 min 52 s.

## Palmarès
| Date | Compétition          | Lieu      | Résultat | Épreuve       | Temps           |
| ---- | -------------------- | --------- | -------- | ------------- | --------------- |
| 2019 | Jeux africains       | Rabat     | 1re      | Semi-marathon | 1 h 10 min 26 s |
| 2021 | Semi-marathon        | Antrim    | 1re      | Semi-marathon | 1 h 3 min 44 s  |
| 2024 | Marathon d'Amsterdam | Amsterdam | 1re      | Marathon      | 2 h 16 min 52 s |

## Records personnels
Statistiques de Yalemzerf Yehualaw d'après l'Association internationale des fédérations d'athlétisme (IAAF) :
| Épreuve       | Performance     | Date            | Lieu                 |
| ------------- | --------------- | --------------- | -------------------- |
| 5 000 m       | 14 min 53 s 77  | 12 juin 2021    | Nice                 |
| 10 000 m      | 30 min 20 s 77  | 8 juin 2021     | Hengelo              |
| 5 km          | 15 min 27 s     | 15 mars 2020    | Addis-Abeba          |
| 10 km         | 29 min 14 s     | 27 février 2022 | Castelló de la Plana |
| Semi-marathon | 1 h 3 min 44 s  | 29 août 2021    | Larne                |
| Marathon      | 2 h 16 min 52 s | 20 octobre 2024 | Amsterdam            |